# Fogarasi Géza
Fogarasi Géza (Kolozsvár, 1942. október 19. –) Akadémiai Díjas és Széchenyi-díjas magyar kémikus, a kémiai tudomány doktora, az Eötvös Loránd Tudományegyetem Természettudományi Kar Kémiai Intézete Szervetlen Kémiai Tanszékének professor emeritusa.
Az Eötvös Loránd Tudományegyetemen szerzett diplomát 1969-ben, majd doktori fokozatot 1976-ban. Több külföldi egyetemen volt vendégkutató, de pályafutásának nagy részét az Eötvös Loránd Tudományegyetemen töltötte. 1989-ben lett a kémiai tudományok doktora. 2012 óta professzor emeritus.
Kutatási területe a molekuladinamika, nukleotid bázisok tautomériája és rezgési spektrumok kvantumkémiai számítása.
70 tudományos publikációja van és 3 könyv megírásában segédkezett.